# Solfara Prilo
La solfara Priolo o miniera Priolo  è stata una miniera di zolfo sita in provincia di Agrigento nei pressi del comune di Favara.
La solfara fu aperta dopo 1880, oggi è inattiva.